# Nunca Fui Beijada
Never Been Kissed (bra/prt: Nunca Fui Beijada) é um filme norte-americano de 1999, uma comédia romântica dirigida por Raja Gosnell e estrelada por Drew Barrymore, David Arquette, Michael Vartan, Molly Shannon, Marissa Jaret Winokur, Leelee Sobieski, John C. Reilly, Jessica Alba, Marley Shelton, James Franco, Giuseppe Andrews, Jeremy Jordan e Garry Marshall.
No filme, na cena onde roubam o carro de Julie, é tocada a sinfonia de abertura de  

## Sinopse
Aos 25 anos, Josie é redatora de um renomado jornal. Ela é convocada para uma reportagem que pode ser sua grande chance para tornar-se repórter: disfarça-se como aluna de sua escola de ensino médio para descobrir alguma grande história sobre a vida dos adolescentes.

## Elenco
- Drew Barrymore - Josie Geller
- David Arquette - Rob Geller
- Michael Vartan - Sam Coulson
- Leelee Sobieski - Aldys Martin
- Molly Shannon - Anita
- John C. Reilly - Augustus "Gus" Strauss
- Jeremy Jordan - Guy Perkins
- Jessica Alba - Kirsten Liosis
- Jordan Ladd - Gibby
- Marley Shelton - Kristen
- James Franco - Jason
- Denny Kirkwood - Billy Prince
- Marissa Jaret Winokur - Sheila
- Maya McLaughlin - Lara
- Giuseppe Andrews - Denominador
- Octavia Spencer - Cynthia
- Branden Williams - Tommy
- Cress Williams - George
- Garry Marshall - Rigfort
- Sean Whalen - Merkin
- Martha Hackett - sra. Knox
- Jenny Bicks - srta. Haskell
- Katie Lansdale - Tracy

## Recepção crítica
Os críticos deram opiniões mistas para o filme, com um "podre" score de 56% no site Rotten Tomatoes, e seu consenso foi: "[Um] banal e normal alta sátira escola [que] pouco acrescenta ao gênero." No entanto, o público (69% de mais de 439 mil eleitores) gostou.